# Симокита (полуостров)
Полуо́стров Симо́кита (яп. 下北半島 симокита-ханто:, [ɕimo ki̥ta hantoː]) — полуостров в Японии, на севере острова Хонсю.

## Краткие сведения
Расположен в северо-восточной части префектуры Аомори. По очертаниям напоминает топор, обращенный лезвием влево. На севере омывается Сангарским проливом, на востоке — Тихим океаном, на юго-западе — заливом Муцу. Мыс Ома, самая северная точка полуострова, является также самой северной точкой острова Хонсю. В центральной части лежит вулканическая гряда Осореяма, продолжение гряды Насу, что пролегает параллельно горам Оу. С западной стороны высота гряды составляет 500—700 м. Подножия гор урвистые и скалистые. В центральной части гряды лежит вулкан Осорэ, в кратере которого размещено озеро Усорияма. Восточная часть полуострова холмистая. Между горами Оу и горами Китаками пролегает низина Танабу. Полуостров не имеет надлежащей хозяйственной и транспортной инфраструктуры.
Полуостров Симокита является самым северным местом в мире, где на воле постоянно живут приматы (исключая человека). Также постоянно на воле японские макаки живут в парке Дзигокудани, расположенном в паре сотен километров южнее.

## Населённые пункты
На полуострове расположено несколько городов, а также деревень и посёлков уездов Камикита и Симокита:
- Муцу
- Иокогама
- Нохэдзи
- Кадзамаура
- Роккасё
- Саи
- Хигасидори